# Municipio de Bruce (condado de Macomb)
El municipio de Bruce (en inglés: Bruce Township) es un municipio ubicado en el condado de Macomb en el estado estadounidense de Míchigan. En el año 2010 tenía una población de 8700 habitantes y una densidad poblacional de 90,36 personas por km². La población estimada a 2019 es de 9,337 habitantes.
El pueblo, mayormente rural, es sede de la planta de pruebas de automóviles de la Ford Motor Company, cuyos headquarters están ubicados en la cercana ciudad de Dearborn.

## Geografía
El municipio de Bruce se encuentra ubicado en las coordenadas 42°50′43″N 83°2′21″O / 42.84528, -83.03917. Según la Oficina del Censo de los Estados Unidos, el municipio tiene una superficie total de 96.28 km², de la cual 95,18 km² corresponden a tierra firme y (1,14 %) 1,1 km² es agua.

## Demografía
Según el censo de 2010, había 8700 personas residiendo en el municipio de Bruce. La densidad de población era de 90,36 hab./km². De los 8700 habitantes, el municipio de Bruce estaba compuesto por el 95,09 % blancos, el 1,6 % eran afroamericanos, el 0,24 % eran amerindios, el 0,46 % eran asiáticos, el 1,16 % eran de otras razas y el 1,45 % eran de una mezcla de razas. Del total de la población el 4,77 % eran hispanos o latinos de cualquier raza.